# Settimo Accardi
Settimo Accardi, detto Sam o Sammy (Vita, 23 ottobre 1902 – Bloomfield, 6 dicembre 1977), è stato un mafioso italiano, potente capodecina della Famiglia Genovese, che controllava le operazioni criminali nella zona nord del New Jersey, ed uno dei più grandi trafficanti di eroina degli anni '50 tra Sicilia e America, nello Stato di New York. 

## Biografia
Settimo Accardi nasce il 23 ottobre 1902 a Vita, un paese in provincia di Trapani in Sicilia. Emigra negli Stati Uniti da ragazzo, assieme alla sua famiglia poco prima dell'inizio della prima guerra mondiale. All'inizio degli anni '20 diventa un uomo d'onore della Famiglia Masseria, e con l'inizio del proibizionismo diventa un grosso contrabbandiere di alcol tra New York e il New Jersey 
Grande amico di Lucky Luciano, diventato il nuovo Boss della Famiglia dopo la fine della guerra castellammarese, Accardi viene nominato Capodecina della Famiglia nel New Jersey. Cura gli affari del gioco d'azzardo, dell'usura, delle scommesse clandestine, delle estorsioni e dei sindacati, con altri importanti membri della Famiglia come: Willie Moretti, Angelo De Carlo, Joseph Sica, Joe Adonis, Jerry Catena e il loro associato ebreo Abner Zwillman.
Accardi ha vissuto a Bloomfield (New Jersey), dove si era sposato alla metà degli anni '20 con una ragazza siciliana di nome Teresa Menio, la coppia aveva avuto tre figli: Salvatore, Carmine e Joseph. Gli affari legali di Accardi comprendevano: imprese di costruzioni edili e società immobiliari. Accardi era sospettato di diversi omicidi, ma nessuno di questi gli fu mai attribuito ufficialmente.
All'inizio degli anni '40 con lo scoppio della seconda guerra mondiale, entra in affari con Carlo Gambino  e il suo cognato Paul Castellano nel mercato nero del razionamento della benzina e di altri prodotti di primaria necessità.
Nonostante tutte le accuse, Accardi nell'arco di tre decenni era stato condannato soltanto per minacce e aggressione. Tuttavia nel giugno del 1951 assieme ad altre 16 persone viene condannato per la gestione abusiva di una distilleria che produceva 600 galloni di alcol al giorno, a Midtown Manhattan. 
Viene condannato ad 1 anno di reclusione in un penitenziario federale, e a pagare una multa di 159 363 dollari all'internal revenue service. Il 10 luglio 1953 gli viene revocata la cittadinanza americana, perché secondo le autorità,  Accardi durante le udienze per la naturalizzazione non li aveva informati di due precedenti arresti. Nella sua difesa Accardi ha sostenuto che il quinto emendamento della costituzione gli dava il diritto di non divulgare queste notizie, ma i giudici respinsero la sua difesa.
Nel 1955 Accardi viene arrestato dal Federal Narcotics Bureau di Newark, New Jersey con l'accusa di essere uno dei capi di un grosso traffico internazionale di eroina con la Sicilia . Dopo aver pagato la cauzione di 92.000 dollari, Accardi si rifugia nella natia Sicilia, dove prosegue con il contrabbando di eroina verso gli Stati Uniti ed il Canada. In seguito si trasferisce in Canada a Toronto a gestire da vicino le operazioni per conto della Famiglia Genovese, in società con la Famiglia Cuntrera-Caruana originari di Siculiana, ed i Fratelli Agueci di Buffalo. Nel 1960 le autorità Statunitensi scovano Accardi a Torino in Italia, dove ufficialmente era proprietario di un centro all'ingrosso di frutta e verdura, in realtà Accardi dirigeva da lì le spedizioni di droga verso l'America.
Il 28 novembre 1963 dopo una lunga lotta legale, Accardi viene estradato e torna a New York, dove viene condannato a 15 anni di reclusione e ad una multa di 16.000 dollari. Verrà rilasciato sulla parola nel 1972 dopo aver scontato 8 anni in carcere.
Nel dicembre 1977 Settimo Accardi muore di cause naturali, nella sua residenza di Bloomfield all'età di 75 anni.